# Hemictenophora euplexiodes
Hemictenophora euplexiodes là một loài bướm đêm trong họ Noctuidae.